# Доње Крњино
Доње Крњино је насеље у Србији у општини Бабушница у Пиротском округу у подножју Јеремијиног брда. Према попису из 2022. било је 138 становника.

## Демографија
У насељу Доње Крњино живи 231 пунолетни становник, а просечна старост становништва износи 48,3 година (47,8 код мушкараца и 48,8 код жена). У насељу има 90 домаћинстава, а просечан број чланова по домаћинству је 3,01.
Ово насеље је великим делом насељено Србима (према попису из 2002. године), а у последњих пет узастопних пописа, примећен је пад у броју становника.
|  |

| Демографија | Демографија | Демографија |
| Година      | Становника  | Становника  |
| ----------- | ----------- | ----------- |
| 1948.       | 619         |             |
| 1953.       | 636         |             |
| 1961.       | 522         |             |
| 1971.       | 474         |             |
| 1981.       | 377         |             |
| 1991.       | 338         | 338         |
| 2002.       | 271         | 271         |
| 2011.       | 222         |             |
| 2022.       | 138         |             |

| Етнички састав према попису из 2002.‍ | Етнички састав према попису из 2002.‍ | Етнички састав према попису из 2002.‍ | Етнички састав према попису из 2002.‍ | Етнички састав према попису из 2002.‍ |
| ------------------------------------ | ------------------------------------ | ------------------------------------ | ------------------------------------ | ------------------------------------ |
|                                      |                                      |                                      |                                      |                                      |
| Срби                                 | Срби                                 |                                      | 262                                  | 96,67%                               |
| Роми                                 | Роми                                 |                                      | 9                                    | 3,32%                                |

| Година пописа     | 1948. | 1953. | 1961. | 1971. | 1981. | 1991. | 2002. |
| ----------------- | ----- | ----- | ----- | ----- | ----- | ----- | ----- |
| Број домаћинстава | 83    | 88    | 98    | 114   | 108   | 109   | 90    |

| Број чланова      | 1  | 2  | 3  | 4  | 5  | 6 | 7 | 8 | 9 | 10 и више | Просек |
| ----------------- | -- | -- | -- | -- | -- | - | - | - | - | --------- | ------ |
| Број домаћинстава | 13 | 35 | 11 | 10 | 13 | 7 | 0 | 1 | 0 | 0         | 3,01   |

| Пол    | Укупно | Неожењен/Неудата | Ожењен/Удата | Удовац/Удовица | Разведен/Разведена | Непознато |
| ------ | ------ | ---------------- | ------------ | -------------- | ------------------ | --------- |
| Мушки  | 128    | 31               | 76           | 16             | 4                  | 1         |
| Женски | 113    | 17               | 73           | 22             | 1                  | 0         |
| УКУПНО | 241    | 48               | 149          | 38             | 5                  | 1         |

| Пол    | Укупно                    | Пољопривреда, лов и шумарство | Рибарство                            | Вађење руде и камена | Прерађивачка индустрија       |
| ------ | ------------------------- | ----------------------------- | ------------------------------------ | -------------------- | ----------------------------- |
| Мушки  | 58                        | 11                            | 0                                    | 0                    | 18                            |
| Женски | 22                        | 2                             | 0                                    | 0                    | 19                            |
| УКУПНО | 80                        | 13                            | 0                                    | 0                    | 37                            |
| Пол    | Производња и снабдевање   | Грађевинарство                | Трговина                             | Хотели и ресторани   | Саобраћај, складиштење и везе |
| Мушки  | 1                         | 9                             | 3                                    | 0                    | 2                             |
| Женски | 0                         | 0                             | 0                                    | 0                    | 0                             |
| УКУПНО | 1                         | 9                             | 3                                    | 0                    | 2                             |
| Пол    | Финансијско посредовање   | Некретнине                    | Државна управа и одбрана             | Образовање           | Здравствени и социјални рад   |
| Мушки  | 0                         | 3                             | 3                                    | 3                    | 0                             |
| Женски | 0                         | 0                             | 0                                    | 0                    | 1                             |
| УКУПНО | 0                         | 3                             | 3                                    | 3                    | 1                             |
| Пол    | Остале услужне активности | Приватна домаћинства          | Екстериторијалне организације и тела | Непознато            | Непознато                     |
| Мушки  | 0                         | 0                             | 0                                    | 5                    | 5                             |
| Женски | 0                         | 0                             | 0                                    | 0                    | 0                             |
| УКУПНО | 0                         | 0                             | 0                                    | 5                    | 5                             |

## Галерија
- Мостић преко реке Лужнице
- Поглед са брда према Шљивовичком вису
- Пут према Пироту (главна улица)
- Уличица и мостић
- Доње Крњино, центар села
- Доње Крњино, заселак Рид
- Улаз у село
- Центар села и Задружни дом
- Поглед из Горњег Крњина
- Доње Крњино центар села
- Етно мотив из села Доње Крњино
- Двоколица етно
- Бунар етно

## Занимљивости
- Између Првог светског рата и Другог светског рата Доње Крњино као и многа околна села доживљава „демографски бум“ тако да су породице имале велики број деце и то од петоро до десеторо деце. Живело се у заједничким домаћинствима са по 20-30 укућана.
- Током Другог светског рата Доње Крњино је било под влашћу „Бугарских окупатора“ тако да је била успостављена власт од стране Бугарске и организовано школовање на бугарском језику. Старији мештани се сећају да је 8. априла 1941. године падао снег и да су тога дана бугарске трупе ушле у село.
- Педесетих година 20. века почиње миграција становништва. Људи су се селили „трбухом за крухом“ тако да је логично било да се иде на школовање или на „печалбу“ у Бабушницу, Пирот или Ниш али је интересантно да се велики број тада младих мештана селио за Београд. Тако је шездесетих година из сваке породице у Доњем Крњину бар по један потомак отишао за Београд да тамо живи и ради, оснује породицу и на крају тамо и остане.
- У селу су мештани живели по махалама а породице (фамилије) су биле познате по надимцима за поједине „фамилије“ које у ствари чине родослов. Надимци за фамилије су добијани по неком „истакнутом претку“, занимању или слично а за неке речи је тешко наћи извор. Неке од познатих „фамилија“ су: „Милћарци“, "Шереметови", "Николчинци", "Гзинци", "Руменини", "Врзачови", "Белавинци", "Колерћини", "Млаџинци", "Њањини", "Марјановићи", "Качаревци", "Ђигарови", "Пејчићи", "Линовци", „Корубанци“, „Бобовелинци“, „Џоринци“, „Папуџије“, „Грданови“, „Панајотовци“, „Ђермановци“, „Ребинци“, „Џуклинови“ и „Ћириџије“. И данас се поједине породице-фамилије познају по својим "старим коренима“.
- Имања која припадају мештанима: њиве, виногради, баште, травњаци, воћњаци и шуме; размештена су на падинама брда са леве и десне стране реке Лужнице. Интересантна су имена делова сеоског атара: Орловац, Ливађе, Грујина бара, Скоковје, Рид, Селиште, Ледине, Главињинци, Врвине...